# 南泥湾镇
南泥湾镇，是中华人民共和国陕西省延安市宝塔区下辖的一个乡镇级行政单位。

## 行政区划
南泥湾镇下辖以下地区：
南泥湾社区、盘龙村、樊庄村、高坊村、桃宝峪村、红土窑村、南阳府村、金砭村、马坊村、金庄村、南泥湾村、三台庄村、前九龙泉村、后九龙泉村、张家沟村、前马坪村、郭台村、陈子沟村、高窑村、后新窑村、前新窑村、松树林村、杨家峪村、大南沟村、米庄村、孙家砭村、后马坪村、芦子沟村、邓屯村和赵家河村。